# Funció entera
En anàlisi complexa, una funció és anomenada entera si és definida sobre tot el pla complex i és holomorfa a cada punt.
Exemples típics de funcions enteres són els polinomis, la funció exponencial, i les sumes, productes i composicions d'altres funcions enteres.
Les funcions trigonomètriques i les funcions hiperbòliques són també funcions enteres, ja que poden ser construïdes com a combinacions lineals de la funció exponencial. Cada sèrie de potències amb radi de convergència infinit defineix una funció entera; recíprocament, cada funció entera pot ésser representada per una sèrie de potències amb radi de convergència infinit.
La funció logaritme no és entera, ni tampoc ho és la funció arrel (amb qualsevol índex), perquè no són definides unívocament sobre el pla complex.
El resultat més important sobre funcions enteres és probablement el teorema de Liouville: Si una funció entera és fitada, llavors és constant. Aquest fet pot ésser utilitzat per a donar una demostració elegant, per reducció a l'absurd, del teorema fonamental de l'àlgebra.
Tanmateix, el Gran Teorema de Picard millora considerablement el teorema de Liouville: Tota funció entera pren tots els valors complexos finits, llevat d'un valor com a màxim.
Una funció {\displaystyle f} definida sobre tot el pla complex i holomorfa a tot arreu llevat d'un conjunt de punt aïllats, anomenats pols, es diu funció meromorfa. Els pols són punts definits per la condició que {\displaystyle 1/f} hi valgui {\displaystyle 0} i hi sigui holomorfa en un entorn.